# Гамянин, Василий Иванович
Василий Иванович Гамянин (укр. Василь Іванович Гамянін; род. 26 декабря 1971, Днепропетровск, Украинская ССР, СССР) — украинский дипломат, переводчик и китаевед. Чрезвычайный и полномочный посол Украины в Демократической Республике Конго с 21 декабря 2024 года.
Чрезвычайный и полномочный посол Украины в Республике Индонезия (2021—2024). Советник-посланник посольства Украины в КНР (2011—2015).

## Биография
Родился 26 декабря 1971 года в Днепропетровске. В 1995 году окончил Киевский национальный университет имени Тараса Шевченко, факультет иностранной филологии, по специальности «переводчик китайского и английского языков». Кандидат исторических наук (2001).
В 2000 году в Институте востоковедения им. А. Крымского Национальной академии наук Украины защитил диссертацию на тему «трансформационные процессы в истории Китая новейшего времени (1911—1949 гг.)».
Владеет китайским и английским языками.
В 1995—1999 годах — работал на должностях переводчик-референт, менеджер по общественным связям, помощник аудитора, менеджер ресурсов.
В 1999—2002 годах — работал в системе Национальной академии наук Украины.
С 2002 года на дипломатической работе в МИД Украины.
В 2002—2007 годах — третий секретарь отдела Азиатско-Тихоокеанского региона третьего территориального управления МИД Украины; третий, второй, первый секретарь посольства Украины в Китае.
В 2007—2010 годах — главный консультант, заместитель заведующего отделом международных парламентских организаций Управления обеспечения межпарламентских связей Аппарата Верховной Рады Украины.
В 2010—2011 годах — начальник отдела стран Дальнего Востока шестого территориального департамента МИД Украины.
С августа 2011 по 2015 год — советник-посланник посольства Украины в КНР.
С октября 2012 по 1 сентября 2013 года — временный поверенный в делах Украины в Китайской Народной Республике.
В 2020—2021 годах — заместитель директора Четвёртого территориального департамента МИД Украины.
С 30 июля 2021 по 21 декабря 2024 года — чрезвычайный и полномочный посол Украины в Республике Индонезия.
С 10 ноября 2022 по 21 декабря 2024 года — представитель Украины при Ассоциации государств Юго-Восточной Азии по совместительству.
С 21 декабря 2024 года — чрезвычайный и полномочный посол Украины в Демократической Республике Конго.

## Личная жизнь
Женат, воспитывает двух дочерей и сына.

## Автор научных работ
Имеет 17 научных публикаций. Автор нескольких научных и художественных переводов текстов китайской классической и современной литературы.

## Дипломатический ранг
- Чрезвычайный и полномочный посланник второго класса[7]. Пятый ранг государственного служащего[2].
- Чрезвычайный и Полномочный Посланник первого класса[8]

## Награды и знаки отличия
- Благодарность Министра иностранных дел Украины
- Почётная грамота МИД Украины
- Почётная грамота Кабинета министров Украины